# Amata emma
Amata emma är en fjärilsart som beskrevs av Butler 1876. Amata emma ingår i släktet Amata och familjen björnspinnare. Inga underarter finns listade i Catalogue of Life.